# Johan Frederik Busch
Johan Frederik Busch (2. januar 1825 i Frederiksværk – 14. januar 1883 på Frederiksberg) var en dansk fotograf og maler. Hans karriere som maler strandede, men til gengæld var han en fremragende arkitekturfotograf og fik en karriere på dette felt.
Busch var søn af kobbersmed Isak Daniel Busch og Ane Charlotte født Agerlin. Da han havde lyst til tegning, kom han til København, hvor han efter sin konfirmation besøgte H.W. Bissens værksteder for at uddanne sig til billedhugger. G.F. Hetschs påvirkning bragte ham imidlertid til at foretrække malerkunsten, han begyndte at male i C.W. Eckersbergs malerstue og gik fra 1839 på Kunstakademiet, hvis lille sølvmedalje han vandt 1845. Kort før var han blevet malersvend. Han var blandt de elever af Akademiet, der under M.G. Bindesbølls ledelse deltog i udsmykningen af Thorvaldsens Museum, og senere arbejdede han under Heinrich Eddelien ved udførelsen af dekorationen af Christian IV's Kapel i Roskilde Domkirke. Men dette arbejde afbrød han for allerede april 1854 at nedsætte sig som malermester og senere (december 1859) som fotograf i Næstved, hvor han ægtede Ane Marie Sørensdatter, en skovfogeddatter fra omegnen, og levede en del år i praktisk virksomhed. Dog udstillede han i 1852-53 nogle billeder af det danske bondeliv samt udførte et raderet portræt. Han udstillede malerier på Charlottenborg Forårsudstilling 1846 og 1852-53.
Vennen Ferdinand Meldahl betragtede Busch som en glimrende maler, men det var på fotografiets område, han fik betydning. Særligt hans arkitekturfotografier fra København er dygtigt udført, med fuldstændig beherskelse af kontrast og komposition. I 1873 udgav han serien Danske Minder, Thorvaldsens Museum. Det må også have mindet ham selv om tiden som dekoratør i museets sale. I sin tid som fotograf vandt han en medalje på Landbo- og Industriudstillingen for Sorø og Præstø Amter i Slagelse 1867 og sølvmedalje på Den nordiske Udstilling i København 1872.
Fra 1872 havde han fotografisk atelier på Frederiksberg, og fra 1876 vendte han atter tilbage til kunstnerisk syssel, idet han fik plads som lærer ved frihåndstegneklassen og malerklassen i Det tekniske Selskabs Skole og ved Kunstakademiets forberedelsesklasse (1877). Han døde dog få år efter i 1883.
Busch' negativer blev overtaget af fotografen Vilhelm Tillge (1843-1896). Fra ham gik de videre til Christian Neuhaus (1833-1907) og fra denne igen videre til dennes elev, Oluf W. Jørgensen (1853-1922).
Busch er begravet på Solbjerg Parkkirkegård.

## Værker
- Modeltegning (1844, Kobberstiksamlingen)
- Smedemester i Frederiksværk, krigsråd Ole Pedersen (1849)
- Dennes hustru Karen, f. Gundersen (1849)
- Jacob Kornerup (portrætradering 1853, smst.)
- Scene i en Bondestue i det nordlige Sjælland (udst. 1852, tidl. Johan Hansens samling)
- Parti fra Krudtmøllevej ved Frederiksværk (udst. 1852)
- Fotografier i Det Kongelige Bibliotek og Næstved Museum

### Udsmykninger
- Deltog som akademielev 1844-45 i dekorationen af Thorvaldsens Museums lofter (rum 2, 3, 16, 35, korridor 1. sal)
- Var beskæftiget ved udsmykningen af Christian IV's kapel i Roskilde Domkirke under Heinrich Eddelien, antagelig 1847-48.

### Skriftlige arbejder
- Danske, slesvigske og skånske Prospekter, fotograferede af J.F. Busch, I Bd. 1865-66 (i alt 8 hefter)
- Næstved i 12 billeder med Tekst, ca. 1870
- Danske Minder, Thorvaldsens Museum, 1873 (med 24 fotografier)
- Tegnebog til Skolebrug for Viderekomne efter Pennetegninger af J.F. Busch, I, Næstved 1876 (14 litografier)